# El Turó (urbanització)
El Turó és el nom d'una urbanització del terme municipal de Bigues i Riells del Fai, al Vallès Oriental.
Es tracta d'una urbanització estesa en els vessants del Turó, que antigament feu de centre neuràlgic de la població de Bigues. És al nord-est del Rieral de Bigues.
Està situada a ponent de la urbanització de Can Barri i al nord de la de Mont Paradís.
És una urbanització extensa i amb una població mitjana, ja que el 2005 tenia 336 habitants, que representa quasi el 4,5% del cens municipal.